# Tskrishi
Tskrishi (en georgiano: წკრიში; en abjasio: Ҵыкрышь, romanizado: Tskrysh) es una aldea que pertenece a la parcialmente reconocida República de Abjasia, dentro del distrito de Ochamchire, aunque de iure es parte del municipio de Ochamchire de la República Autónoma de Abjasia de Georgia.

## Geografía
Tskrishi se encuentra a orillas del mar Negro, a 17 km de Ochamchire. Las aldea se administra desde el pueblo de Tamishi, a 1,5 km.  